# Bygma
Bygma A/S er en dansk familieejet koncern inden for trælast og byggematerialer, der beskæftiger ca. 2.700 ansatte fordelt på mere end 100 forretningsenheder i hele Norden. Den danskejede koncern er leverandør til byggeriet med aktiviteter inden for salg og distribution af byggematerialer. I Danmark har Bygma A/S et landsdækkende net af 62 trælaster, bygge- og proffcentre. Under sloganet ’Ikke for Amatører’ er der fokus på de professionelle og semi-professionelle håndværkere.

## Bygma Gruppen A/S
Bygma Gruppens historie begyndte i 1952, hvor Lars Børge Christiansen efter endt tømreruddannelse startede i agenturvirksomheden Hjalmar Wennerth A/S, hvis drift han to år senere blev ansvarlig for. Først i 1992 ændrede virksomheden navn til Bygma og derefter opkøbtes en del andre virksomheder. I 2003 fik alle Bygma-ejede trælaster navnet Bygma A/S.
Bygma Gruppen havde i 2022 en omsætning på ca. 11,6 mia. DKK.

## Ekstern henvisning
- Officiel hjemmeside
- Bygma A/S i Det Centrale Virksomhedsregister (CVR)

55°43′54″N 12°27′58″Ø / 55.731764°N 12.466239°Ø